# Скоропусковский
Скоропусковский — посёлок городского типа в Московской области России. Входит в  Сергиево-Посадский городской округ.
Население — 6391 чел. (2024).
Расположен в 6 км к северу от Сергиева Посада, в 82 км к северо-востоку от Москвы, на федеральной автодороге A108 Московское большое кольцо. Железнодорожная станция Наугольный на Большом кольце Московской железной дороги.

## История
В 1820-х годах на Скоропусковской пустоши действовало кустарное производство лазури. На этой базе московским купцом Василием Афанасьевым был устроен купоросный завод. К концу XIX века предприятие разрослось и стало носить название Скоропусковского химического завода, числясь в составе «Московского торгового дома Павла Афанасьева и сыновей». Развитие посёлка неразрывно связано со становлением химического завода.
Статус посёлка городского типа — с 1984 года.
В 2006—2019 годах являлся центром городского поселения Скоропусковский Сергиево-Посадского муниципального района.
В 2025 году рабочий посёлок преобразован в посёлок городского типа.

## Население
| 1989  | 2002  | 2006  | 2009  | 2010  | 2012  | 2013  | 2014  |
| ----- | ----- | ----- | ----- | ----- | ----- | ----- | ----- |
| 6184  | ↘5479 | ↘5437 | ↗5484 | ↗6685 | ↘6658 | ↗6693 | ↗6754 |
| 2015  | 2016  | 2017  | 2018  | 2019  | 2020  | 2021  | 2023  |
| ↘6732 | ↘6726 | ↘6691 | ↘6686 | ↘6627 | ↘6577 | ↘6569 | ↘6484 |
| 2024  |       |       |       |       |       |       |       |
| ↘6391 |       |       |       |       |       |       |       |

## Экономика
Основное предприятие посёлка — химический завод «Скоропусковский оргсинтез» (выпускает промышленные и бытовые химические продукты, в том числе реагенты для нефтяной промышленности). До 2015 года работал завод железобетонных изделий. Производственная площадка трубного завода.

## Уроженцы
- Попихин, Евгений Николаевич (род. 1960) — советский хоккеист, российский хоккейный тренер.

## Культура
В посёлке действуют общеобразовательная школа, детская школа искусств, два детских сада, библиотека, амбулатория, спортивная база «Химик».